# Ryszard Pohorecki
Ryszard Pohorecki (ur. 10 lutego 1936 w Warszawie) – polski profesor nauk technicznych, inżynier, chemik. Specjalizuje się w inżynierii chemicznej i procesowej, energetycznej (w tym reaktorów jądrowych), oraz biotechnologii. Członek korespondent krajowy Polskiej Akademii Nauk od 1998 roku, członek rzeczywisty tej instytucji od 2013 roku. Jest również członkiem Warszawskiego Towarzystwa Naukowego. Pracownik Politechniki Warszawskiej.

## Nagrody i wyróżnienia
W trakcie swojej kariery naukowej uhonorowany wieloma nagrodami i wyróżnieniami, między innymi:
- Nagrodą Prezesa Rady Ministrów (2005),
- Nagrodami Sekretarza Naukowego PAN (kilkakrotnie, przyznano mu je w latach 1977–1984),
- Nagrodą Wydziału IV Nauk Technicznych PAN (1971),
- Nagrodą Mistrz Techniki (2004),
- Krzyżem Kawalerskim Orderu Odrodzenia Polski (1982),
- Krzyżem Oficerskim Orderu Odrodzenia Polski (2005),
- Złotym Krzyżem Zasługi (1977),
- Medalem Komisji Edukacji Narodowej (1984),
- Medalem Jana Evangelisty Purkyniego Czeskiej Akademii Nauk (1993),
- Medalem J. Villermauxa Europejskiej Federacji Inżynierii Chemicznej (2011)